# Hästholmens flygfält
Hästholmens flygfält eller Stora Lunds flygfält (SAHH) var ett flygfält och skjutplats vid Hästholmen i Ödeshögs kommun i Östergötlands län.

## Historia
Vid tiden för första världskriget befann sig det svenska flyget i sin barndom. Det berättas att den första skjutningen med skarp ammunition från flygplan i landet utfördes 1917 mot ett på Roxen utlagt mål. Vapnet var en vanlig karbin riktad av spejaren i planet. Så småningom konstruerades en synkroniseringsanordning mellan en på flygplanet fast kulspruta och propelleraxeln vilket möjliggjorde skjutning mellan propellerbladen. 
Med detta som bakgrund rekognoserade Flygkompaniet i Svenska armen vid Malmen för en skjutplats vid Vätterns strand. Platsen som valdes blev ett område tillhörande kronoegendomen Stora Lund. Denna gård är belägen cirka 2 kilometer söder om Hästholmen och omkring 1 000 meter från stranden. Till en början användes en klövervall sydväst om gården som flygfält. Mellan denna och Vättern låg ett kuperat icke odlat område stenigt och delvis beväxt med låg gran och tallskog. Detta område blev målterräng. Den första skjutningen utfördes 1920 med kulspruta Schwartziose mot markmål och 1921 inrättades en skjutskola med förläggningar i Stora Lund. Flygkompaniet organiserades 1926 i flygvapnet enligt 1925 års försvarsbeslut. Verksamheten vid Hästholmen fortsatte under hela 1920-talet. 
Enligt ett förslag från 1929 byggdes en kedja av flygplatser mellan Stockholm och Malmö. Hästholmens flygplats var en av flygplatserna. Norrköpings flygplats var den första som var färdig och den öppnades 1934. Som hjälpmedel för navigering byggdes en rad av blinkande fyrar på master med 20–30 kilometers mellanrum. 
Flygpostlinjen erfordrade även landningsfält här och var. Stora Lund vid Hästholmen där flygkompaniets fält redan fanns ansågs vara en lämplig plats. Flygkompaniets fält var dock för litet och ojämnt. Byggandet av Hästholmens flygfält nordost om Stora Lund påbörjades 1930. Vid denna tid var arbetslösheten i landet mycket stor och arbetslöshetskommissionen, AK, fanns inrättad. Fältets byggande utfördes som AK-arbete. Hur många arbetslösa som sysselsattes under byggnadsåren är inte känt. Men arbetsstyrkan torde varit betydande då det mesta av arbetet utfördes med hacka, spade och skottkärra. Fältet stod färdigt att tas i bruk 1933.[källa behövs] Stora Lunds ägor hade dock ej räckt till utan mark fick anskaffas även från närbelägna gården Tegneby norrgård.
På fältet fanns nödiga anordningar för landning och start samt tankningsmöjligheter och en hangarbyggnad. Fältet användes för målflygningar för den samtidigt etablerade skjutplatsen vid Vätterstranden och deras övningar med luftvärnskanoner. I vilken omfattning fältet blev utnyttjat som mellanlandning för postflyget saknas tyvärr uppgifter. Under andra världskriget utnyttjades däremot fältet intensivt av Östgöta flygflottilj då fältet var så stort att flygplan typ B 3 kunde landa. Utbildningen av förare var förlagd till Stora Lund. Under andra världskriget patrullerades fältet såväl natt som dag av landstormare. När ingen flygaktivitet förekom var dessutom så kallade spanska ryttare utplacerade. Dessa var krysslagda stockar med taggtråd som skulle förhindra landning av fientliga flygplan.
Flygfältet lades ner 1951 och är idag åker.